# 阿不都木塔艾力·海里潘
阿不都木塔艾力·海里潘（Abdulmüteali Halfe，1869年—1960年）民族不详，籍贯不详，三区革命早期领导人之一。

## 生平
伊宁事变发生后，1944年11月12日，伊宁解放组织宣布成立东突厥斯坦共和国临时政府。临时政府以艾力汗·吐烈、阿不都木塔艾力·海里潘等16人组成临时政府委员会，临时政府委员会推举艾力汗·吐烈为主席，阿奇木伯克·霍加为副主席，阿不都鲁甫·买合苏木为秘书长。临时政府主要由三部分人组成，一是艾力汗·吐烈、阿不都木塔艾力·海里潘等伊斯兰教上层人士及阿奇木伯克·霍加、阿不都海依尔·吐烈、加尼·尧力达西等各民族地主、牧主之类上层统治阶级；二是热合木江·沙比尔阿吉、安尼瓦尔·木沙巴也夫、阿不都鲁甫·买合苏木、莫合买提江·买合苏木等有资产阶级思想倾向的工商界人士；三是以阿不都克里木·阿巴索夫等共产主义者和左翼知识分子，他们在临时政府中是极少数。
临时政府成立后，决定由阿不都木塔艾力·海里潘负责筹建由宗教界的知名人士组成的宗教厅。宗教厅成立后，阿不都木塔艾力·海里潘被任命为厅长。